# Mong
|  | Aquest article tracta sobre el cercle de Mong als Chittagong Hill Tracts a Bangladesh. Si cerqueu Mong al Panjab (Pakistan), vegeu «Mung». |

Mong fou un dels tres cercles en què estaven dividits sota el domini britànic el districte dels Chittagong Hill Tracts avui a Bangladesh, formant un dels tres districtes en què el 1984 foren dividits els Chittagong Hill Tracts: el districte de Khagrachari o de Phalang Htaung (els altres districtes són Rangamati, o cercle Chakma, i Bandarban o cercle Bomong). Ocupava la part nord-oest del districte amn una superfície de 1.691 km² la major part de muntanyes amb rierols i jungla densa. La població el 1901 era de 31.898 habitants repartits en 128 pobles el principal dels quals era Manikcheri, residència de l'administrador del cercle; el govern tradicional estava en mans de l'Along Raja, títol hereditari, que fou reconegut sota la Chittagong Hill Tracts Regulation de 1900, sent el primer nomenat oficialment Raja Nephru Sain. El sisè rei del cercle Mong, Prue Sain Chowdhury va morir el 1984 sense fills i el poder va passar a la seva dona Rani Niharbala Devi que va governar fins a la seva mort el 1991. Llavors el govern va nomenar Paihala Prue Chowdhury, nebot del rei difunt, com a setè rei i va jurar el càrrec el 1998. La filla adoptiva del sisè rei, Unika Devi, va impugnar el nomenament a la cort suprema però la seva demanda fou rebutjada el 1998 (i després a l'apel·lació). Paihala va morir en accident d'autobús el 22 d'octubre de 2008. La successió correspon al seu únic fill Saching Prue Chowdhury.